# Ulica Powstańców Warszawy w Częstochowie
Ulica Powstańców Warszawy – jedna z ulic południowo-zachodniej Częstochowy, położona na Dźbowie. W całości stanowi część drogi wojewódzkiej nr 908. Rozpoczyna się na skrzyżowaniu z ulicą Łosiową, gdzie przechodzi z ulicy Dźbowskiej (w tym miejscu znajduje się granica administracyjna między Dźbowem i Stradomiem), kończy się rondem z ulicą Leśną, droga wojewódzka przebiega dalej ulicą Gościnną. 
Przed przyłączeniem Dźbowa do Częstochowy (w 1977 roku) była to ulica Warszawska. Nazwa została zmieniona, ponieważ dublowała się z ulicą Warszawską prowadzącą od Starego Miasta do Wyczerp.